# AffenBRUT

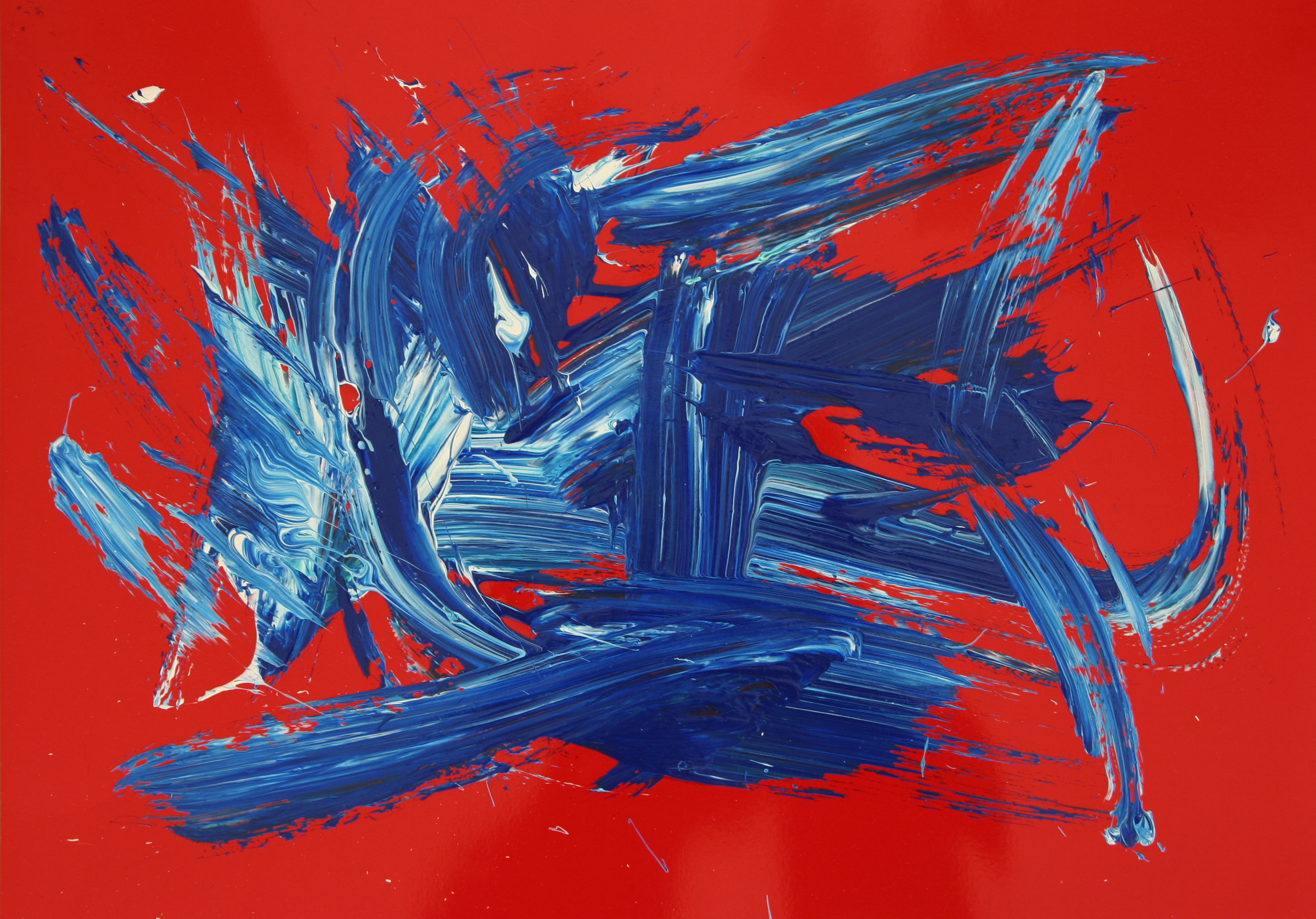
Barito 0117, 50 × 70 cm, Acryl auf Pappe, 2011 / gemalt im Zoo Krefeld

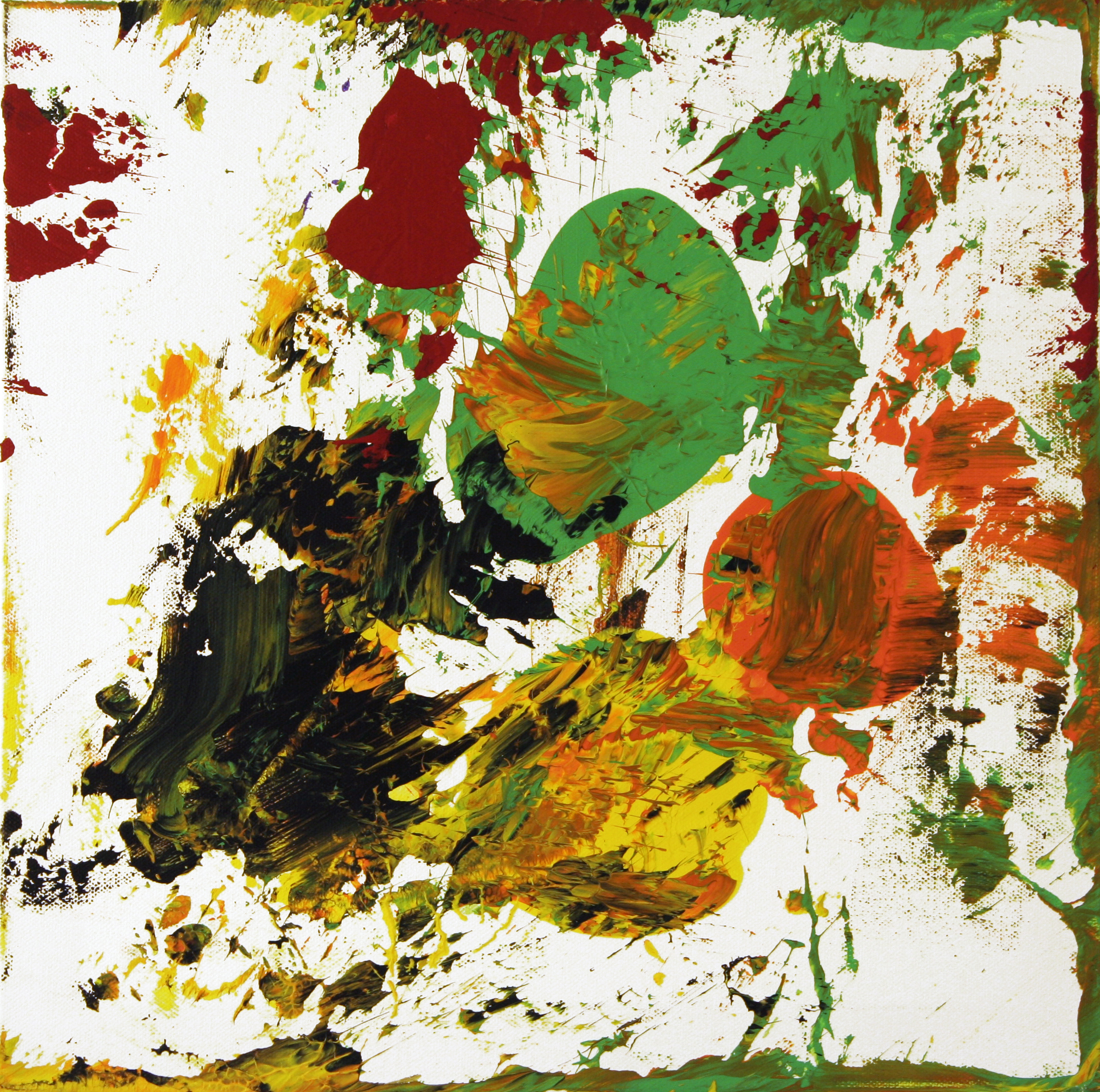
Barito 0337, 40 × 40 cm, Acryl auf Leinwand, 2014 / gemalt im Zoo Krefeld

affenBRUT ist ein Kooperationsprojekt der Online-Galerie Kunstbüro Düsseldorf, des Leintalzoos Schwaigern und von Christine Peter, Fachfrau für kreative Tierbeschäftigung (Enrichment). Intention des Projektes ist der Verkauf von Bildern, die von Menschenaffen im Rahmen des Enrichments gemalt werden. Die Erlöse des Zoos fließen zurück in die Tierbeschäftigung. Zu den Kunden zählen Museen und  Privatsammlungen, Personen aus den Bereichen Kunst und Wissenschaft sowie Tierfreunde.

## Projektname
Der Projektname affenBRUT bezieht sich auf den Begriff Art brut, einem Sammelbegriff für marginalisierte Kunstprodukte, die außerhalb künstlerischer Szenen und Traditionen entstehen. Begrifflich erweitert der Projektname affenBRUT das Terrain der Art brut um eine genetische Dimension, die auch nicht-menschlichen Primaten rudimentäre künstlerische Ausdrucksformen zugesteht. Der vom Kunstbüro Düsseldorf kreierte Begriff art brut animal für die von Menschenaffen gemalten Werke unterstreicht diese Position.

## Geschichte
In 2007 entwickelte Heinz Hachel (Kunstbüro Düsseldorf) in Kooperation mit der Zoo Krefeld gGmbH und Christine Peter das Konzept, die im Krefelder Affentropenhaus von  Borneo-Orang-Utans gemalten Bilder via Online-Shop zu verkaufen. Im Oktober 2007 ging das Projekt mit umfassenden Begleitinformationen online. Die Verkaufserlöse kamen zunächst dem Bau des Gorillagartens, einem Freigehege für die Gorillas im Zoo Krefeld, zugute. Nach Fertigstellung der Anlage flossen die Einnahmen in die Tierbeschäftigung des Zoos. 2019 wurde der Leintalzoo Schwaigern für das Projekt gewonnen, wo Christine Peter nun auch die Malsessions mit den Schimpansen  betreut. Die Malaktionen mit einem Kapuzineraffen im Leintalzoo verantwortet die Tierpflegerin Annett Maaß.
Die Kooperation mit dem Krefelder Zoo wird im März 2023 beendet.

## Zitate
„So eine Art ‚brut animal‘ wäre als nicht-menschliche Kunst eine anregende, sicher auch konfliktträchtige Bereicherung der Kunstszene. Nicht nur aus philosophischer Sicht. Auch aus der Perspektive eines künstlerischen Selbstverständnisses, das die Kunst zur ausschließlichen Chefsache von Homo sapiens erklärt. Hier könnte die Aufwertung der Affenmalerei einen kleinen, doch wichtigen Beitrag leisten, die Hybris der menschlichen Spezies und die damit einhergehende Diskriminierung anderer Lebewesen ein Stück weit aufzubrechen.“ (Heinz Hachel, Kunstbüro Düsseldorf)
„Aufgrund der entwicklungsgeschichtlich gesehen nicht sehr weit zurückliegenden Aufspaltung unseres Stammbaums bin ich davon überzeugt, dass praktisch alle unsere Fähigkeiten und Empfindungen zumindest in rudimentären Ansätzen schon bei unseren nächsten tierischen Verwandten zu finden sind. Das gilt auch für die Anfänge von Kunst.“ (Rüdiger Höflechner, Sammler)
„So findet man eine bestimmte Muschel, einen Stein, ein beschliffenes Stück Holz am Strand. Weil sie ins Auge stechen. Weil sie einen ansprechen. Direkt davor und wenn es einen berührt ‒ ich wiederhole – ist es egal, ob das Bild nun vom Affen oder vom Menschen erzeugt wurde. Irgendwas kommt im Bauch zusammen. Mehr muss nicht. Alles andere ist anhängendes Nachhinein.“ (Karl Krüll, Künstler)
„Verfolgen Menschenaffen eine ästhetische Intention? Reicht es, zur Beantwortung das produzierte ‚Objekt‘ zu analysieren und daraus Prinzipien der Gestaltung zu extrahieren? Welche Rolle spielt der Betrachter, der möglicherweise anthropomorphe ästhetische Intentionen ins Objekt hineinlegt? Beginnt der künstlerische Prozess vielleicht erst, wenn das Produkt von dem Affen verlassen wird, weil es spielerisch für ihn uninteressant geworden ist? Wurden im Fall von Congo und der anderen malenden Menschenaffen vielleicht nur quasi-künstlerische Produkte erzeugt?“ (Hans Werner Ingensiep, Philosoph)

## Galerie (Werke, entstanden im Leintalzoo Schwaigern)

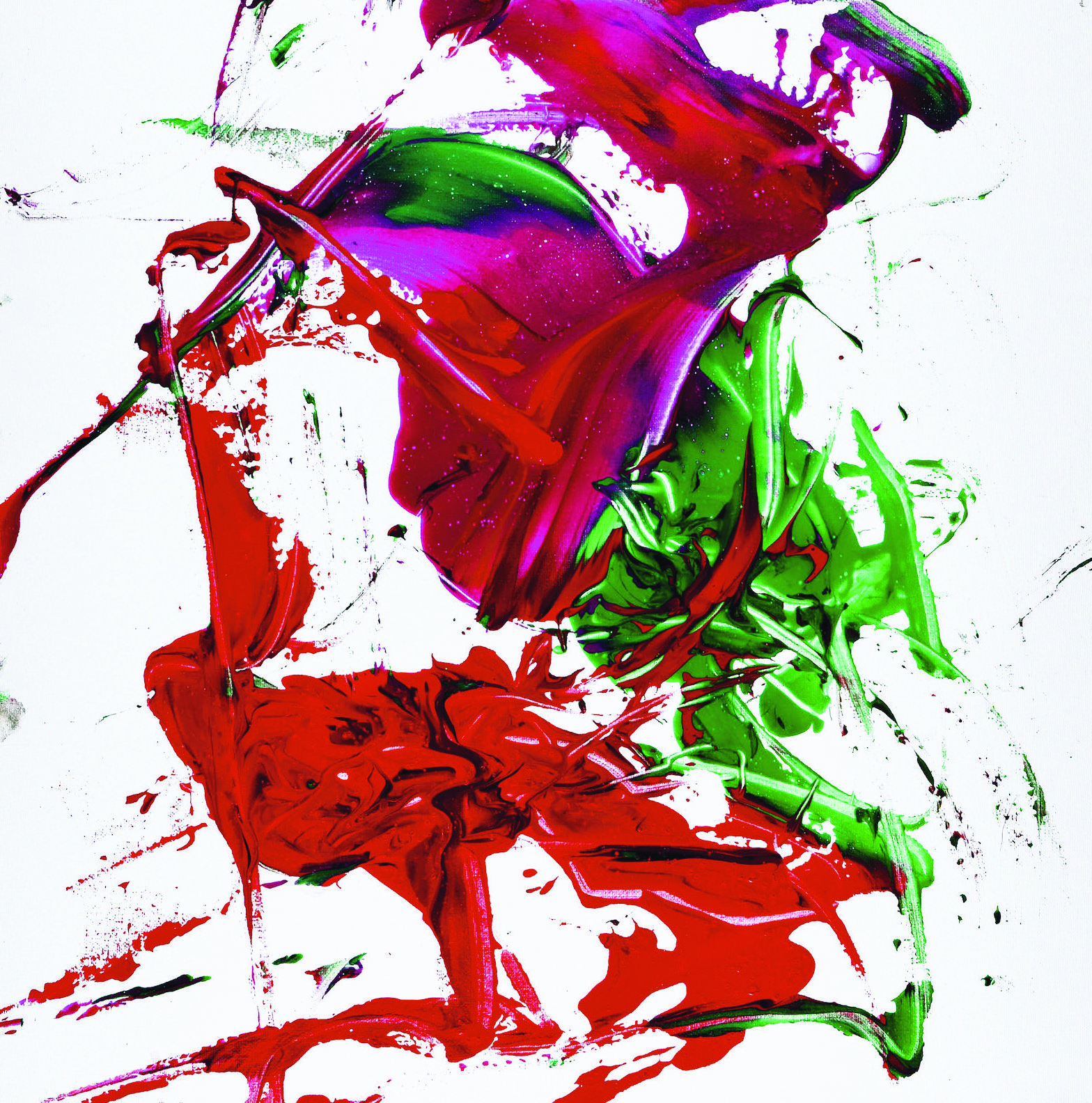
Bea 005, Fingerfarben auf Leinwand, 50 × 50 cm, 2022
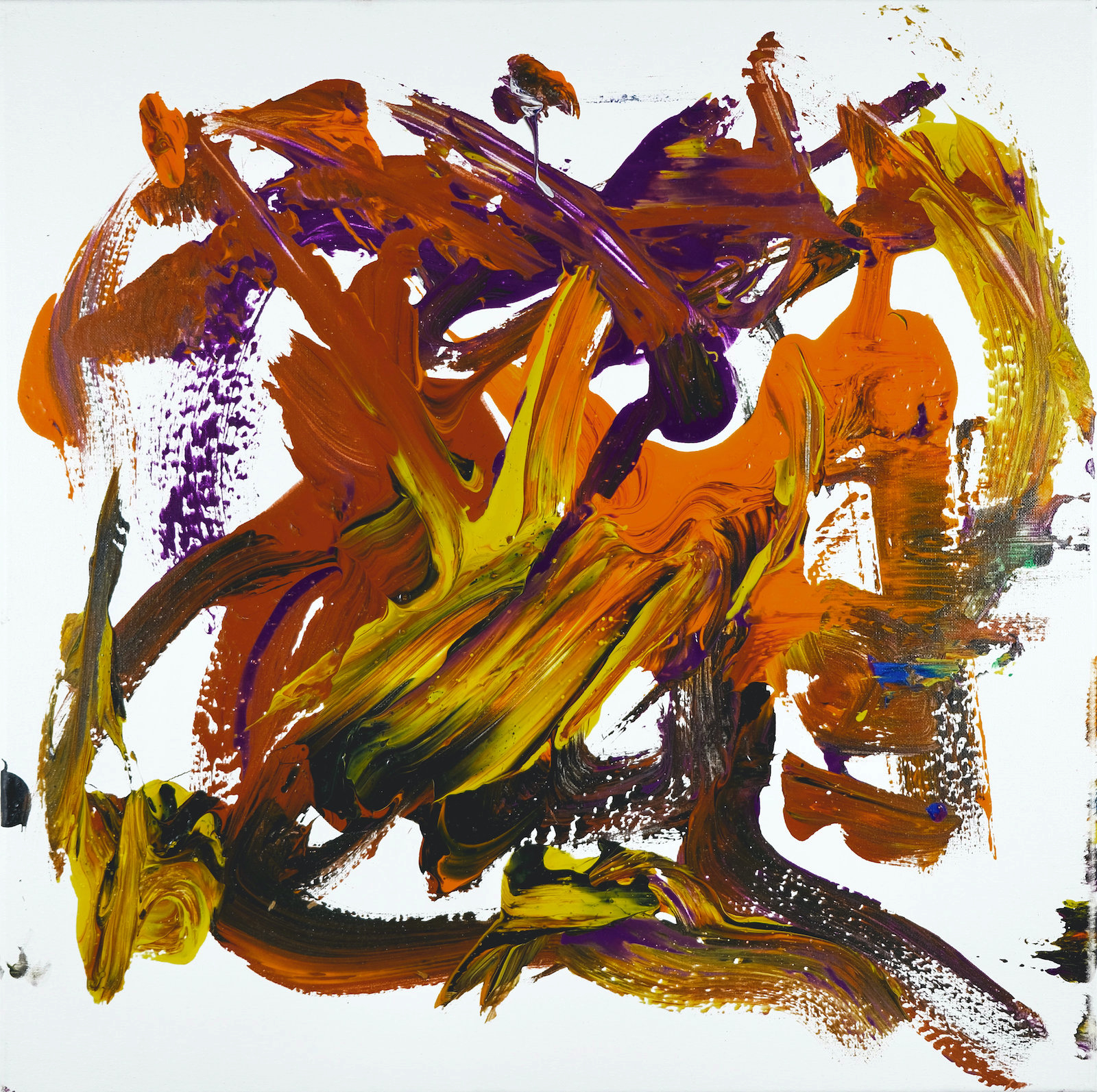
Girlie 001, Fingerfarben auf Leinwand, 60 × 60 cm, 2021
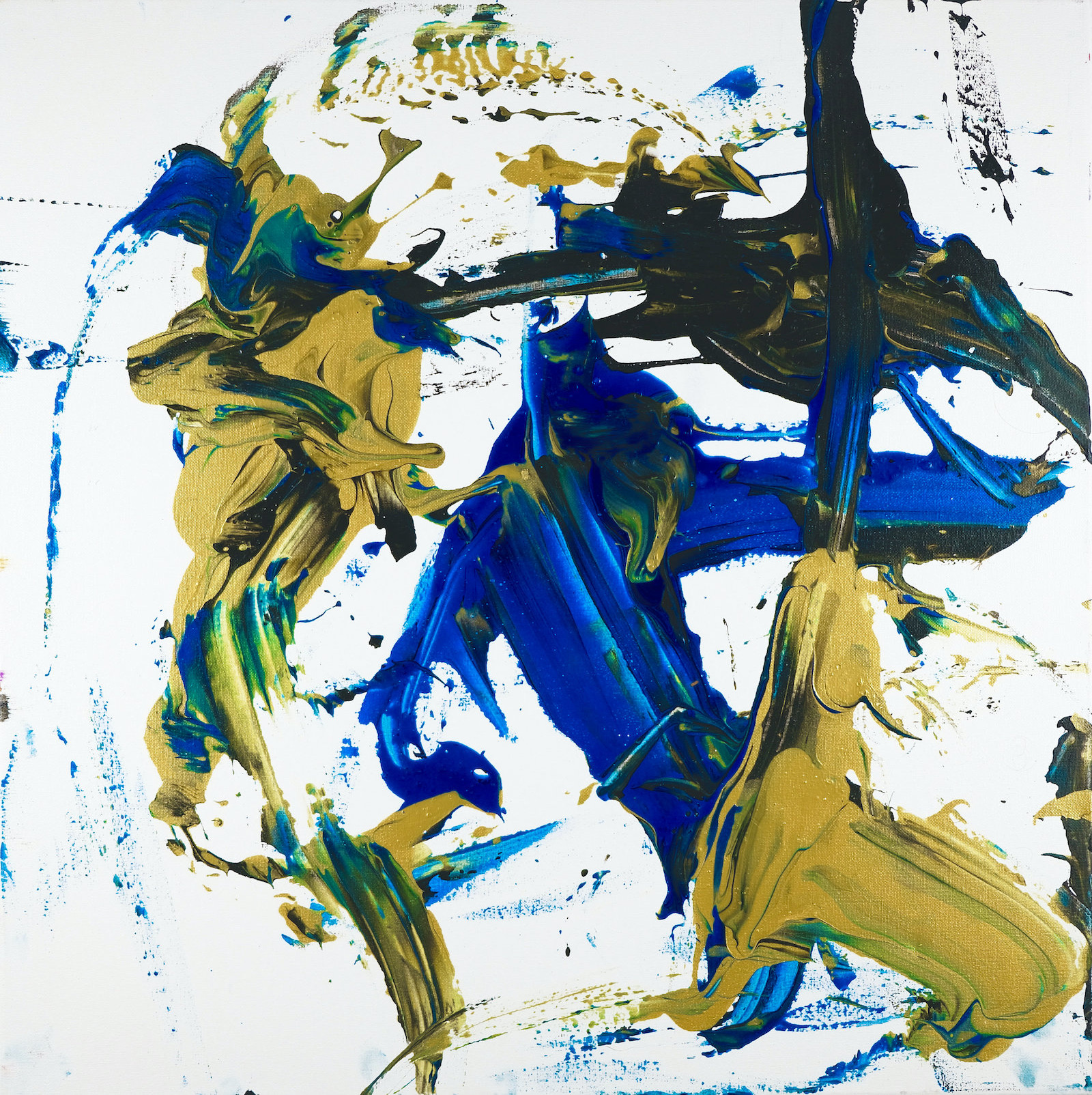
Jacky 009, Fingerfarben auf Leinwand, 60 × 60, 2022
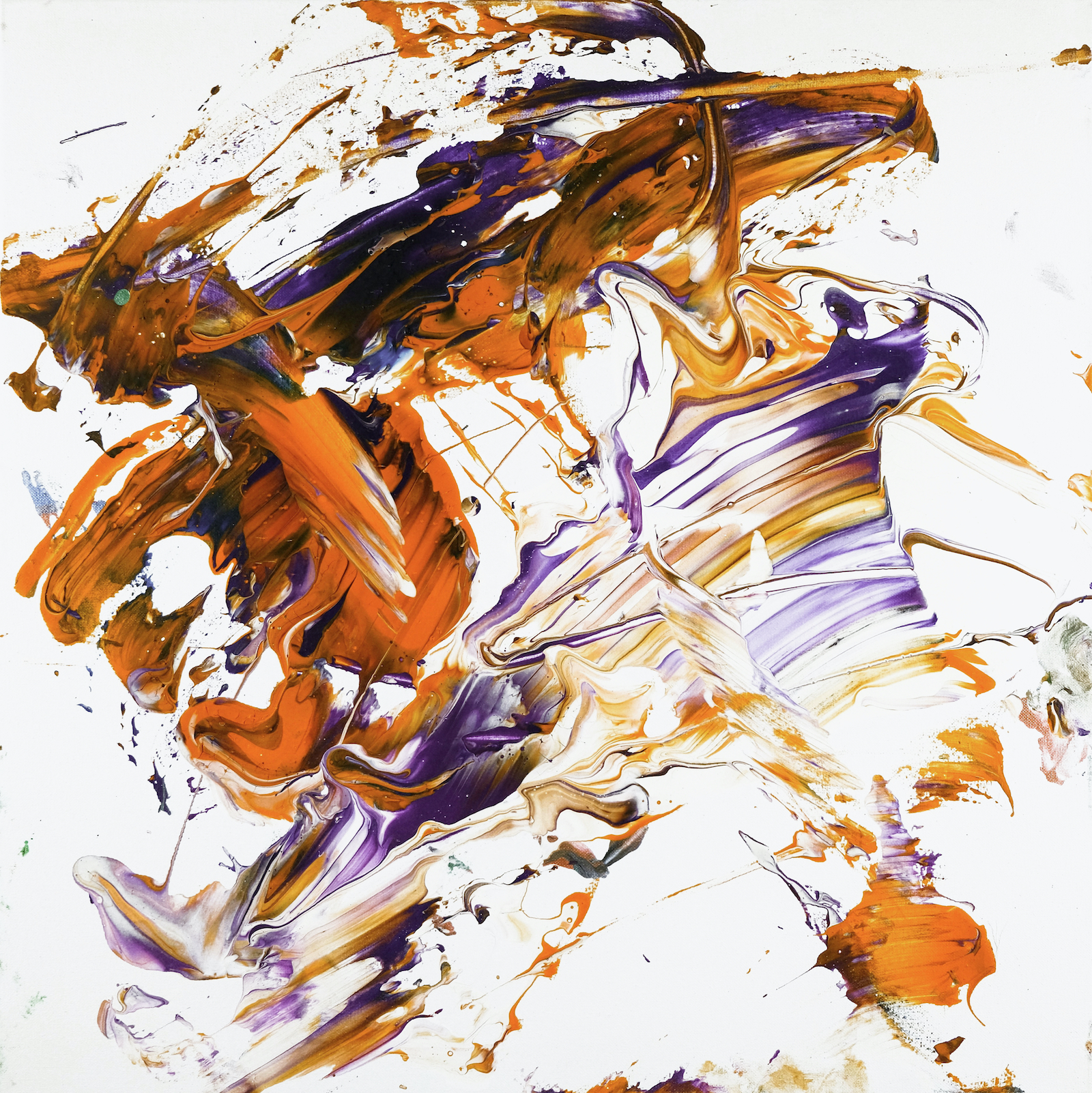
Leon 011, Fingerfarben auf Leinwand, 60 × 60 cm, 2022
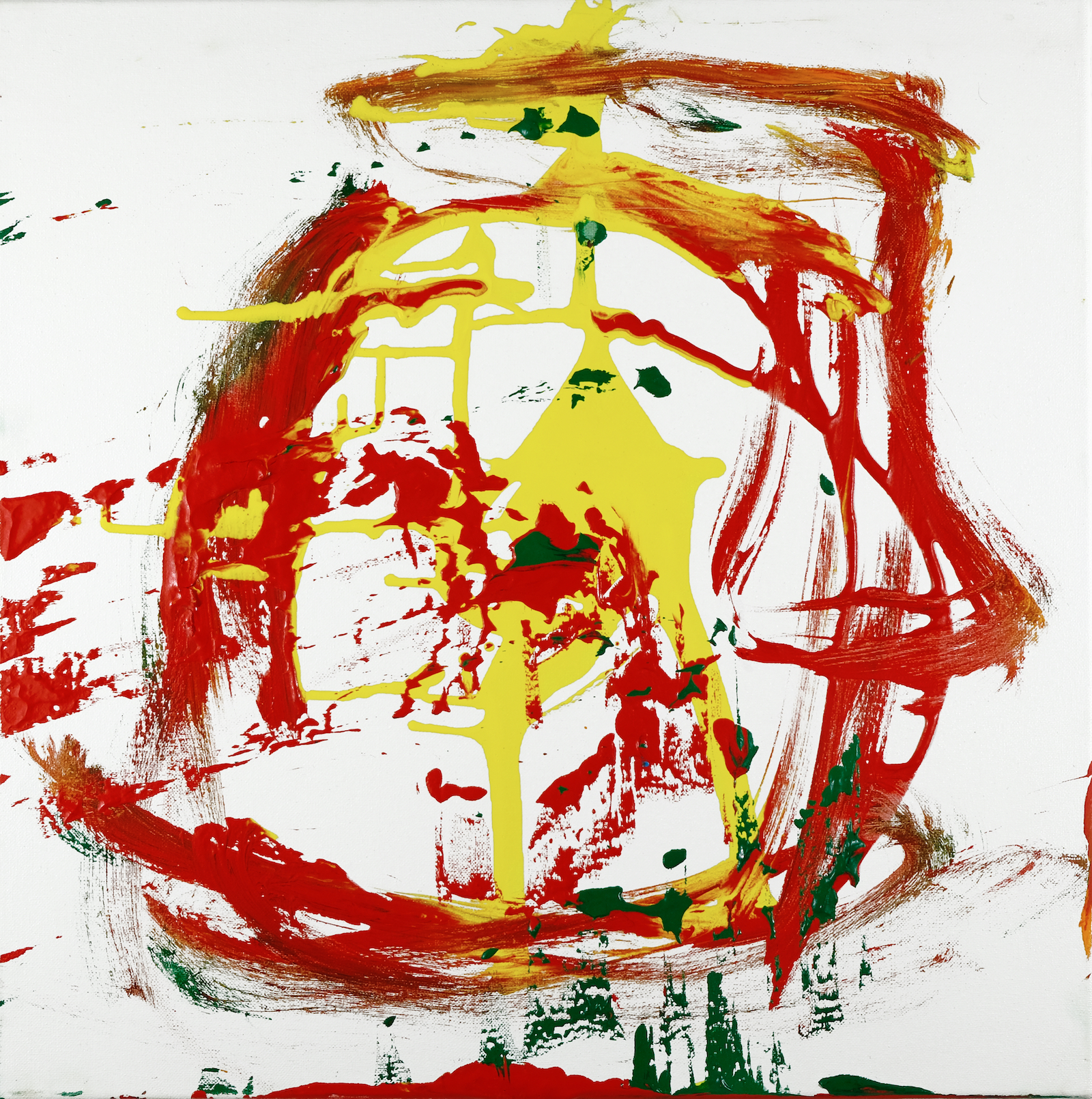
Negine 002, Fingerfarben auf Leinwand, 50 × 50 cm, 2021
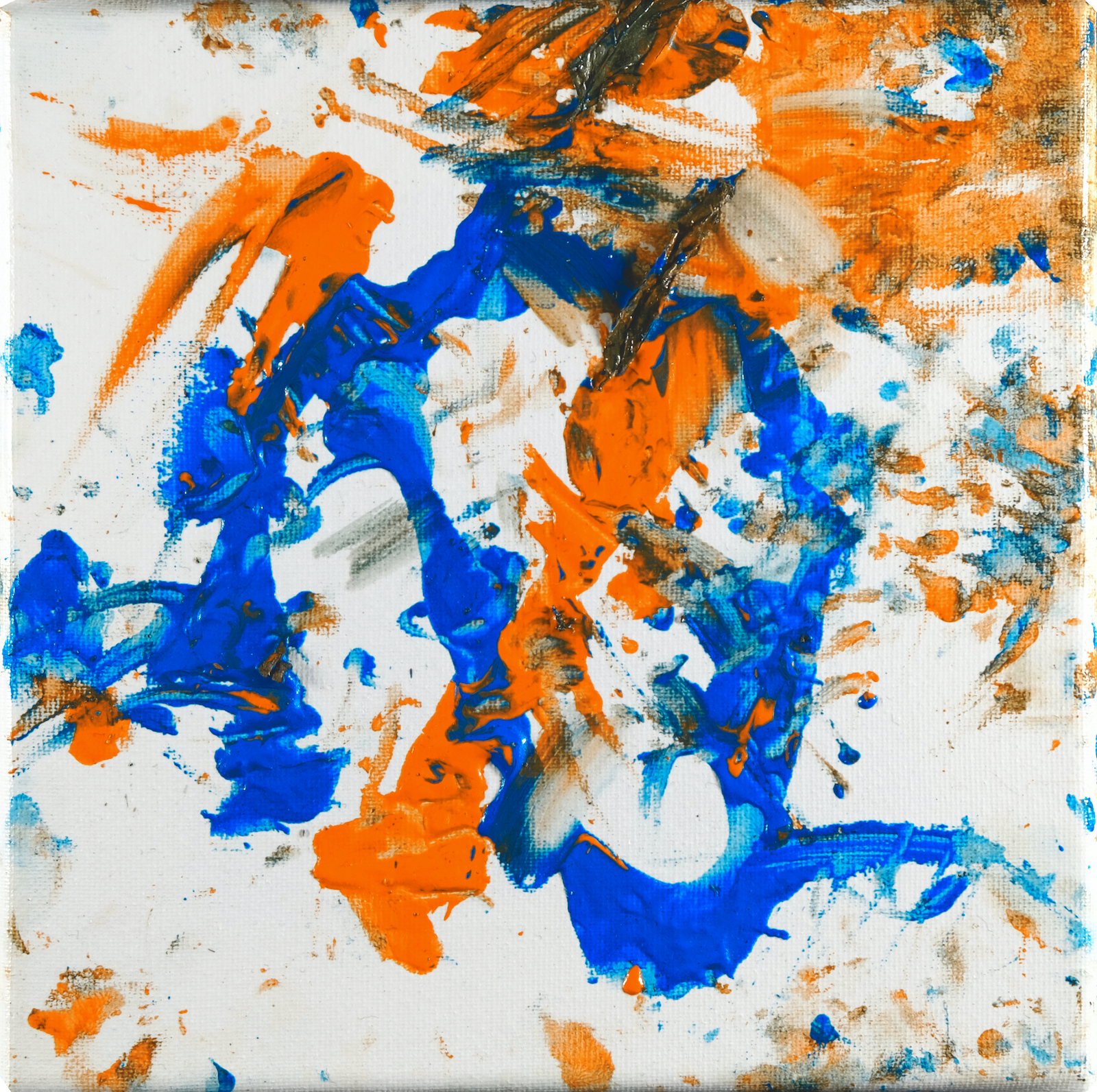
Nola-Nici 013, Fingerfarben auf Leinwand, 20 × 20 cm, 2021